# Lista de monarcas britânicos

O brasão real de armas do Reino Unido desde Vitória, possuindo as Armas Reais da Inglaterra, Escócia e Irlanda. A Escócia usa uma versão diferente onde suas armas tomam precedência.

Os monarcas britânicos são os soberanos que reinaram sobre o Reino da Grã-Bretanha, o Reino Unido da Grã-Bretanha e Irlanda e o Reino Unido da Grã-Bretanha e Irlanda do Norte desde 1707. A Grã-Bretanha foi formada pela união política do Reino da Inglaterra e Reino da Escócia como aprovada pelos Atos de União de 1707, com a rainha Ana, oriunda da Casa de Stuart, sendo sua primeira soberana. Ela já reinava como rainha das independentes Inglaterra, Escócia e Reino da Irlanda desde 1702 em união pessoal.
Ana morreu sem herdeiros e foi sucedida pelo rei Jorge I, oriundo da Casa de Hanôver, como aprovado pelo Decreto de Estabelecimento de 1701 a fim de manter o trono com um protestante. A Grã-Bretanha e a Irlanda entraram em união política para formar o Reino Unido em 1801 por meio do Ato de União de 1800. Os descendentes de Jorge I da Casa de Hanôver reinaram sobre os reinos até 1901, quando o rei Eduardo VII ascendeu ao trono como membro da Casa de Saxe-Coburgo-Gota. Seu sucessor, o rei Jorge V, alterou o nome para Casa de Windsor em 1917, com esta continuando como a casa real britânica até hoje.

## Casa de Stuart
Ana se tornou a rainha do Reino da Grã-Bretanha em 1º de maio de 1707, quando os Atos de União de 1707 entraram em vigor depois de terem sido aprovados pelos parlamentos inglês e escocês em 16 de janeiro e 6 de março, respectivamente. Os atos criaram uma união política entre o Reino da Inglaterra e o Reino da Escócia, formando o Reino da Grã-Bretanha. Ana já reinava a Inglaterra, Escócia e o Reino da Irlanda como sua rainha em uma união pessoal desde 8 de março de 1702.
| Nome                                          | Imagem | Nascimento                                                | Casamento                                      | Morte                        | Reivindicação                                         | Ref   |
| --------------------------------------------- | ------ | --------------------------------------------------------- | ---------------------------------------------- | ---------------------------- | ----------------------------------------------------- | ----- |
| Ana 1º de maio de 1707 – 1º de agosto de 1714 |        | 6 de fevereiro de 1665 filha de Jaime II & VII e Ana Hyde | Jorge da Dinamarca 28 de julho de 1683 1 filho | 1º de agosto de 1714 49 anos | Filha de Jaime II & VIIDeclaração de Direitos de 1689 | [ 5 ] |

## Casa de Hanôver
A Declaração de Direitos de 1689 tinha estabelecido que a sucessão dos tronos inglês, escocês e irlandês passaria para os descendentes de Guilherme III & II e Maria II, depois para os de Ana e então para descendentes de Guilherme III & II com alguma outra esposa. Entretanto, nenhum dos três teve filhos. Consequentemente, o parlamento inglês aprovou o Decreto de Estabelecimento de 1701, que designava a princesa Sofia do Palatinado e seus descendentes como os herdeiros do trono. Sofia era neta do rei Jaime VI & I e a protestante mais próxima do trono. Sofia morreu um mês antes de Ana, assim os tronos britânico e irlandês passaram para seu filho, Jorge I Luís, Eleitor de Hanôver.
A Grã-Bretanha e a Irlanda permaneceram governadas em união pessoal até 1º de janeiro de 1801, quando o Ato de União de 1800 entrou em vigor. Este tinha sido aprovado pelos parlamentos britânico e irlandês em 2 de julho e 1º de agosto de 1800, respectivamente, criando uma união política que formou o Reino Unido da Grã-Bretanha e Irlanda.
| Nome                                                    | Imagem | Nascimento                                                                                         | Casamento                                                              | Morte                         | Reivindicação                                             | Ref    |
| ------------------------------------------------------- | ------ | -------------------------------------------------------------------------------------------------- | ---------------------------------------------------------------------- | ----------------------------- | --------------------------------------------------------- | ------ |
| Jorge I 1º de agosto de 1714 – 11 de junho de 1727      |        | 28 de maio de 1660 filho de Sofia do Palatinado e Ernesto Augusto, Eleitor de Hanôver              | Sofia Doroteia de Brunsvique-Luneburgo 21 de novembro de 1682 2 filhos | 11 de junho de 1727 67 anos   | Bisneto de Jaime VI & IDecreto de Estabelecimento de 1701 | [ 12 ] |
| Jorge II 11 de junho de 1727 – 25 de outubro de 1760    |        | 30 de outubro de 1683 filho de Jorge I e Sofia Doroteia de Brunsvique-Luneburgo                    | Carolina de Ansbach 22 de agosto de 1705 8 filhos                      | 25 de outubro de 1760 76 anos | Filho de Jorge I                                          | [ 13 ] |
| Jorge III 25 de outubro de 1760 – 29 de janeiro de 1820 |        | 24 de maio de 1738 filho de Frederico, Príncipe de Gales e Augusta de Saxe-Gota                    | Carlota de Meclemburgo-Strelitz 8 de setembro de 1761 15 filhos        | 29 de janeiro de 1820 81 anos | Neto de Jorge II                                          | [ 14 ] |
| Jorge IV 29 de janeiro de 1820 – 26 de junho de 1830    |        | 12 de agosto de 1762 filho de Jorge III e Carlota de Meclemburgo-Strelitz                          | Carolina de Brunsvique 8 de abril de 1795 1 filha                      | 26 de junho de 1830 67 anos   | Filhos de Jorge III                                       | [ 15 ] |
| Guilherme IV 26 de junho de 1830 – 20 de junho de 1837  |        | 21 de agosto de 1765 filho de Jorge III e Carlota de Meclemburgo-Strelitz                          | Adelaide de Saxe-Meiningen 13 de julho de 1818 sem filhos              | 20 de junho de 1837 71 anos   | Filhos de Jorge III                                       | [ 16 ] |
| Vitória 20 de junho de 1837 – 22 de janeiro de 1901     |        | 24 de maio de 1819 filha de Eduardo, Duque de Kent e Strathearn e Vitória de Saxe-Coburgo-Saalfeld | Alberto de Saxe-Coburgo-Gota 10 de fevereiro de 1840 9 filhos          | 22 de janeiro de 1901 81 anos | Neta de Jorge III                                         | [ 17 ] |

## Casa de Saxe-Coburgo-Gota
Eduardo VII, apesar de filho e sucessor de Vitória, era membro da Casa de Saxe-Coburgo-Gota por meio de seu pai, o príncipe Alberto de Saxe-Coburgo-Gota.
| Nome                                                  | Imagem | Nascimento                                                            | Casamento                                           | Morte                     | Reivindicação    | Ref    |
| ----------------------------------------------------- | ------ | --------------------------------------------------------------------- | --------------------------------------------------- | ------------------------- | ---------------- | ------ |
| Eduardo VII 22 de janeiro de 1901 – 6 de maio de 1910 |        | 9 de novembro de 1841 filho de Vitória e Alberto de Saxe-Coburgo-Gota | Alexandra da Dinamarca 10 de março de 1863 6 filhos | 6 de maio de 1910 68 anos | Filho de Vitória | [ 19 ] |

## Casa de Windsor
Jorge V ascendeu ao trono como membro da Casa de Saxe-Coburgo-Gota. Entretanto, ele emitiu uma proclamação em 17 de julho de 1917 alterando o nome da casa real britânica para Casa de Windsor. Isto ocorreu porque o sentimento antigermânico estava em alta pela Primeira Guerra Mundial, assim foi considerado que um nome mais "britânico" seria mais adequado, com Windsor sendo escolhido. Além disso, Jorge V e sua família abriram mão de todos os seus títulos e estilos germânicos.
A proclamação de Jorge V destinava-se apenas aos descendentes de Vitória na linhagem masculina. Entretanto, Isabel II declarou em 9 de abril de 1952, pouco depois de sua ascensão, que Windsor permaneceria como o nome da casa real para os descendentes homens e mulheres solteiras de Jorge V.
| Nome                                                        | Imagem                                     | Nascimento                                                               | Casamento(s)                                                 | Morte                          | Reivindicação        | Ref    |
| ----------------------------------------------------------- | ------------------------------------------ | ------------------------------------------------------------------------ | ------------------------------------------------------------ | ------------------------------ | -------------------- | ------ |
| Jorge V 6 de maio de 1910 – 20 de janeiro de 1936           |                                            | 3 de junho de 1865 filho de Eduardo VII e Alexandra da Dinamarca         | Maria de Teck 6 de julho de 1893 6 filhos                    | 20 de janeiro de 1936 70 anos  | Filho de Eduardo VII | [ 22 ] |
| Eduardo VIII 20 de janeiro – 11 de dezembro de 1936 abdicou |                                            | 23 de junho de 1894 filho de Jorge V e Maria de Teck                     | Wallis Warfield 3 de junho de 1937 sem filhos                | 28 de maio de 1972 77 anos     | Filhos de Jorge V    | [ 23 ] |
| Jorge VI 11 de dezembro de 1936 – 6 de fevereiro de 1952    |                                            | 14 de dezembro de 1865 filho de Jorge V e Maria de Teck                  | Isabel Bowes-Lyon 23 de abril de 1923 2 filhas               | 6 de fevereiro de 1952 56 anos | Filhos de Jorge V    | [ 24 ] |
| Isabel II 6 de fevereiro de 1952 – 8 de setembro de 2022    |                                            | 21 de abril de 1926 filha de Jorge VI e Isabel Bowes-Lyon                | Filipe da Grécia e Dinamarca 20 de novembro de 1947 4 filhos | 8 de setembro de 2022 96 anos  | Filha de Jorge VI    | [ 25 ] |
| Carlos III 8 de setembro de 2022 presente                   |                                            | 14 de novembro de 1948 filho de Isabel II e Filipe da Grécia e Dinamarca | Diana Spencer 29 de julho de 1981 2 filhos                   | Vivo 76 anos                   | Filho de Isabel II   | [ 26 ] |
| Carlos III 8 de setembro de 2022 presente                   | Camila Shand 9 de abril de 2005 sem filhos | 14 de novembro de 1948 filho de Isabel II e Filipe da Grécia e Dinamarca |                                                              | Vivo 76 anos                   | Filho de Isabel II   | [ 26 ] |